# Ixodes
Ixodes là một chi ve thuộc họ Ixodidae. Nó bao gồm các vectơ truyền bệnh cho động vật và con người (bệnh do ve gây ra) và một số loài (đặc biệt là Ixodes holocyclus) còn tiêm độc tố có thể gây tê liệt. Một số bọ ve trong chi này có thể truyền vi khuẩn gây bệnh Borrelia burgdorferi  gây bệnh Lyme. Các sinh vật bổ sung có thể được truyền bởi Ixodes là ký sinh trùng từ chi Babesia, gây bệnh Babiosiosis và vi khuẩn từ chi Anaplasma gây bệnh anaplasmosis.

## Loài
Những loài này thuộc chi Ixodes:

Ixodes abrocomae Lahille, 1917

Ixodes acuminatus Neumann, 1901

Ixodes acutitarsus (Karsch, 1880)

Ixodes affinis Neumann, 1899

Ixodes albignaci Uilenberg & Hoogstraal, 1969

Ixodes alluaudi Neumann, 1913

Ixodes amarali Fonseca, 1935

Ixodes amersoni Kohls, 1966

Ixodes anatis Chilton, 1904

Ixodes andinus Kohls, 1956

Ixodes angustus Neumann, 1899

Ixodes antechini Roberts, 1960

Ixodes apronophorus Schulze, 1924

Ixodes arabukiensis Arthur, 1959

Ixodes aragaoi Fonseca, 1935

Ixodes arboricola Schulze & Schlottke, 1930

Ixodes arebiensis Arthur, 1956

Ixodes asanumai Kitaoka, 1973

Ixodes aulacodi Arthur, 1956

Ixodes auriculaelongae Arthur, 1958

Ixodes auritulus Neumann, 1904

Ixodes australiensis Neumann, 1904

Ixodes baergi Cooley & Kohls, 1942

Ixodes bakeri Arthur & Clifford, 1961

Ixodes banksi Bishopp, 1911

Ixodes bedfordi Arthur, 1959

Ixodes bequaerti Cooley & Kohls, 1945

Ixodes berlesei Birula, 1895

Ixodes bivari Santos Dias, 1990

Ixodes boliviensis Neumann, 1904

Ixodes brewsterae Keirans, Clifford & Walker, 1982

Ixodes browningi Arthur, 1956

Ixodes brumpti Morel, 1965

Ixodes brunneus Koch, 1844

Ixodes calcarhebes Arthur & Zulu, 1980

Ixodes caledonicus Nuttall, 1910

Ixodes canisuga Johnston, 1849

Ixodes capromydis Cerný, 1966

Ixodes catherinei Keirans, Clifford & Walker, 1982

Ixodes cavipalpus Nuttall & Warburton, 1908

Ixodes ceylonensis Kohls, 1950

Ixodes chilensis Kohls, 1956

Ixodes colasbelcouri Arthur, 1957

Ixodes collocaliae Schulze, 1937

Ixodes columnae Takada & Fujita, 1992

Ixodes conepati Cooley & Kohls, 1943

Ixodes confusus Roberts, 1960

Ixodes cookei Packard, 1869

Ixodes cooleyi Aragão & Fonseca, 1951

Ixodes copei Wilson, 1980

Ixodes cordifer Neumann, 1908

Ixodes cornuae Arthur, 1960

Ixodes cornuatus Roberts, 1960

Ixodes corwini Keirans, Clifford & Walker, 1982

Ixodes crenulatus Koch, 1844

Ixodes cuernavacensis Kohls & Clifford, 1966

Ixodes cumulatimpunctatus Schulze, 1943

Ixodes dampfi Cooley, 1943

Ixodes daveyi Nuttall, 1913

Ixodes dawesi Arthur, 1956

Ixodes dendrolagi Wilson, 1967

Ixodes dentatus Marx, 1899

Ixodes dicei Keirans & Ajohda, 2003

Ixodes diomedeae Arthur, 1958

Ixodes diversifossus Neumann, 1899

Ixodes djaronensis Neumann, 1907

Ixodes domerguei Uilenberg & Hoogstraal, 1965

Ixodes downsi Kohls, 1957

Ixodes drakensbergensis Clifford, Theiler & Baker, 1975

Ixodes eadsi Kohls & Clifford, 1964

Ixodes eastoni Keirans & Clifford, 1983

Ixodes eichhorni Nuttall, 1916

Ixodes eldaricus Dzhaparidze, 1950

Ixodes elongatus Bedford, 1929

Ixodes eudyptidis Maskell, 1885

Ixodes euplecti Arthur, 1958

Ixodes evansi Arthur, 1956

Ixodes fecialis Warburton & Nuttall, 1909

Ixodes festai Rondelli, 1926 

Ixodes filippovae Cerný, 1961

Ixodes fossulatus Neumann, 1899

Ixodes frontalis Panzer, 1798

Ixodes fuscipes Koch, 1844

Ixodes galapagoensis Clifford & Hoogstraal, 1980

Ixodes ghilarovi Filippova & Panova, 1988

Ixodes gibbosus Nuttall, 1916

Ixodes goliath Apanaskevich and Lemon, 2018

Ixodes granulatus Supino, 1897

Ixodes gregsoni Lindquist, Wu & Redner, 1999

Ixodes guatemalensis Kohls, 1956

Ixodes hearlei Gregson, 1941

Ixodes heinrichi Arthur, 1962

Ixodes hexagonus Leach, 1815

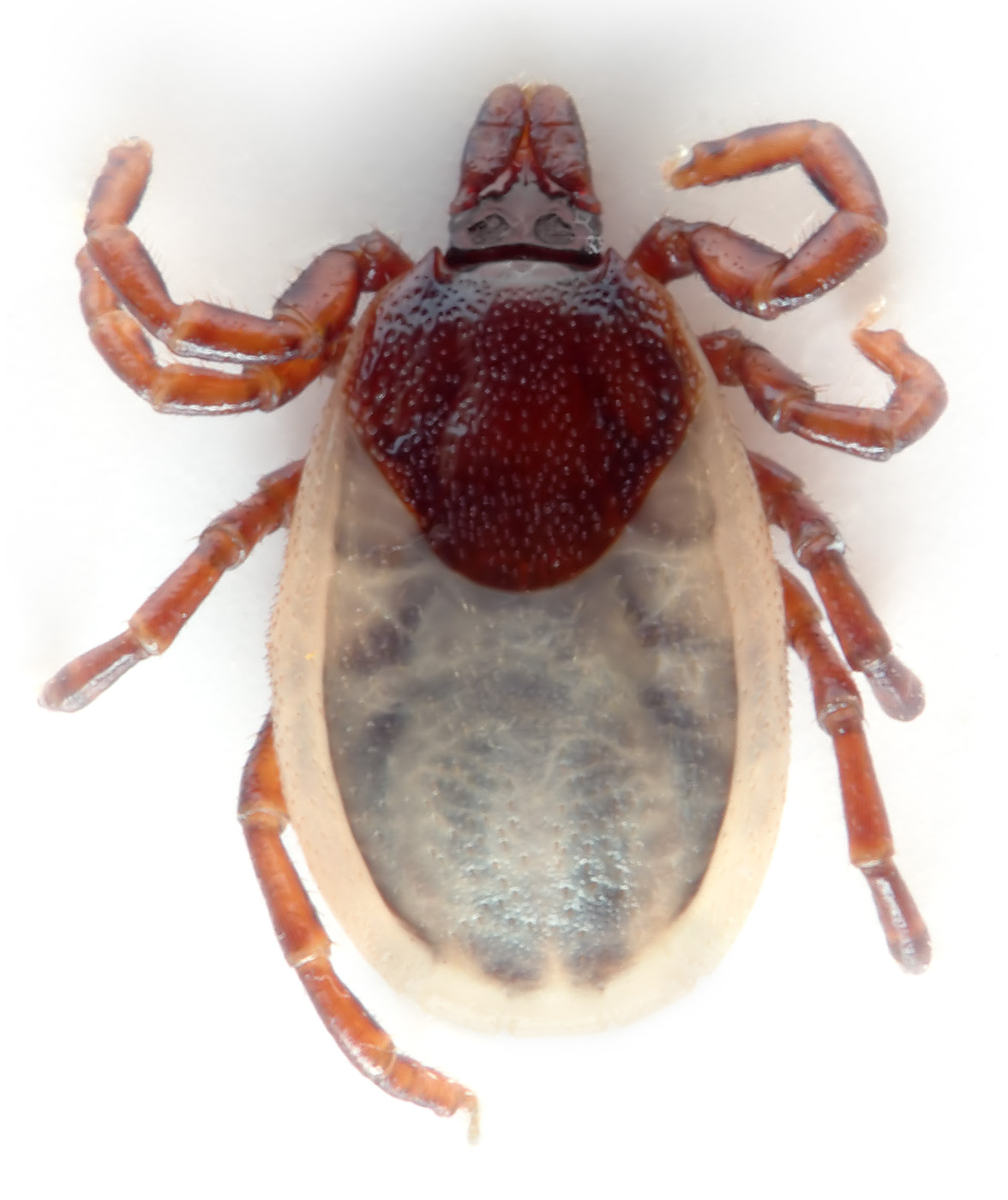
Ixodes hexagonus

Ixodes himalayensis Dhanda & Kulkarni, 1969

Ixodes hirsti Hassall, 1931

Ixodes holocyclus Neumann, 1899

Ixodes hoogstraali Arthur, 1955

Ixodes howelli Cooley & Kohls, 1938

Ixodes hyatti Clifford, Hoogstraal & Kohls, 1971

Ixodes hydromyidis Swan, 1931

Ixodes jacksoni Hoogstraal, 1967

Ixodes jellisoni Cooley & Kohls, 1938

Ixodes jonesae Kohls, Sonenshine & Clifford, 1969

Ixodes kaiseri Arthur, 1957

Ixodes kaschmiricus Pomerantsev, 1948

Ixodes kazakstani Olenev & Sorokoumov, 1934

Ixodes kerguelenensis André & Colas-Belcour, 1942

Ixodes kingi Bishopp, 1911

Ixodes kohlsi Arthur, 1955

Ixodes kopsteini Oudemans, 1926

Ixodes kuntzi Hoogstraal & Kohls, 1965

Ixodes laguri Olenev, 1929

Ixodes lasallei Méndez Arocha & Ortiz, 1958

Ixodes latus Arthur, 1958

Ixodes laysanensis Wilson, 1964

Ixodes lemuris Arthur, 1958

Ixodes lewisi Arthur, 1965

Ixodes lividus Koch, 1844

Ixodes longiscutatus Boero, 1944

Ixodes loricatus Neumann, 1899

Ixodes loveridgei Arthur, 1958

Ixodes luciae Sénevet, 1940

Ixodes lunatus Neumann, 1907

Ixodes luxuriosus Schulze, 1932

Ixodes macfarlanei Keirans, Clifford & Walker, 1982

Ixodes malayensis Kohls, 1962

Ixodes marmotae Cooley & Kohls, 1938

Ixodes marxi Banks, 1908

Ixodes maslovi Emelyanova & Kozlovskaya, 1967

Ixodes matopi Spickett, Keirans, Norval & Clifford, 1981

Ixodes mexicanus Cooley & Kohls, 1942

Ixodes microgalei Apanaskevich, Soarimalala & Goodman, 2013

Ixodes minor Neumann, 1902

Ixodes minutae Arthur, 1959

Ixodes mitchelli Kohls, Clifford & Hoogstraal, 1970

Ixodes monospinosus Saito, 1968

Ixodes montoyanus Cooley, 1944

Ixodes moreli Arthur, 1957

Ixodes moscharius Teng, 1982

Ixodes moschiferi Nemenz, 1968

Ixodes muniensis Arthur & Burrow, 1957

Ixodes muris Bishopp & Smith, 1937

Ixodes murreleti Cooley & Kohls, 1945

Ixodes myospalacis Teng, 1986

Ixodes myotomys Clifford & Hoogstraal, 1970

Ixodes myrmecobii Roberts, 1962

Ixodes nairobiensis Nuttall, 1916

Ixodes nchisiensis Arthur, 1958

Ixodes nectomys Kohls, 1956

Ixodes neitzi Clifford, Walker & Keirans, 1977

Ixodes nesomys Uilenberg & Hoogstraal, 1969

Ixodes neuquenensis Ringuelet, 1947

Ixodes nicolasi Santos Dias, 1982

Ixodes nipponensis Kitaoka & Saito, 1967

Ixodes nitens Neumann, 1904

Ixodes nuttalli Lahille, 1913

Ixodes nuttallianus Schulze, 1930

Ixodes occultus Pomerantsev, 1946

Ixodes ochotonae Gregson, 1941

Ixodes okapiae Arthur, 1956

Ixodes oldi Nuttall, 1913

Ixodes ornithorhynchi Lucas, 1846

Ixodes ovatus Neumann, 1899

Ixodes pacificus Cooley & Kohls, 1943

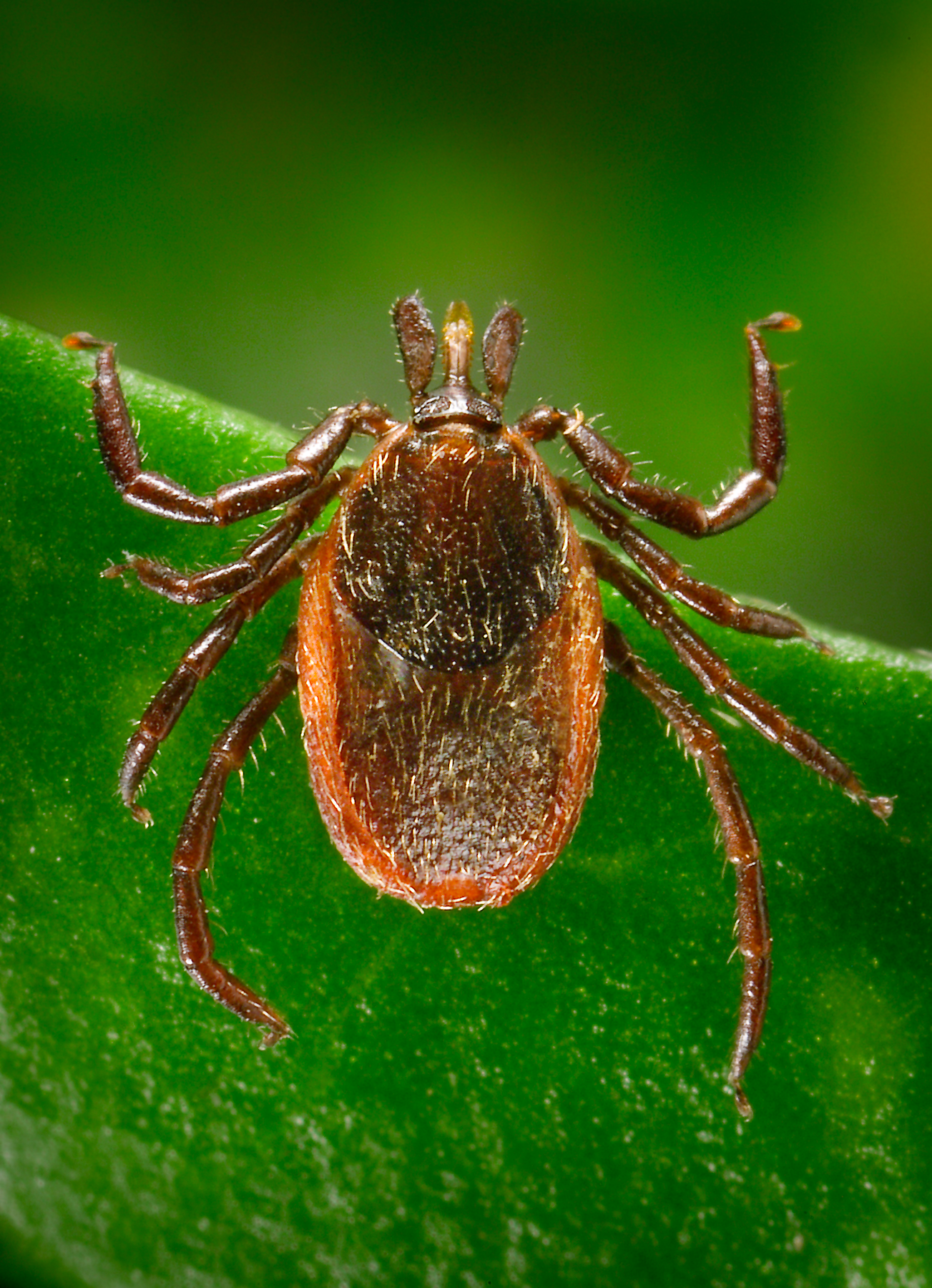
Ixodes pacificus

Ixodes paranaensis Barros-Battesti, Arzua, Pichorim & Keirans, 2003

Ixodes pararicinus Keirans & Clifford, in Keirans, Clifford, Guglielmone & Mangold, 1985

Ixodes pavlovskyi Pomerantsev, 1946

Ixodes percavatus Neumann, 1906

Ixodes peromysci Augustson, 1940

Ixodes persulcatus Schulze, 1930

Ixodes petauristae Warburton, 1933

Ixodes philipi Keirans & Kohls, 1970

Ixodes pilosus Koch, 1844

Ixodes pomerantzi Kohls, 1956

Ixodes pomeranzevi Serdyukova, 1941

Ixodes priscicollaris Schulze, 1932

Ixodes procaviae Arthur & Burrow, 1957

Ixodes prokopjevi (Emelyanova, 1979)

Ixodes radfordi Kohls, 1948

Ixodes rageaui Arthur, 1958

Ixodes randrianasoloi Uilenberg & Hoogstraal, 1969

Ixodes rangtangensis Teng, 1973

Ixodes rasus Neumann, 1899

Ixodes redikorzevi Olenev, 1927

Ixodes rhabdomysae Arthur, 1959

Ixodes ricinus (Linnaeus, 1758)

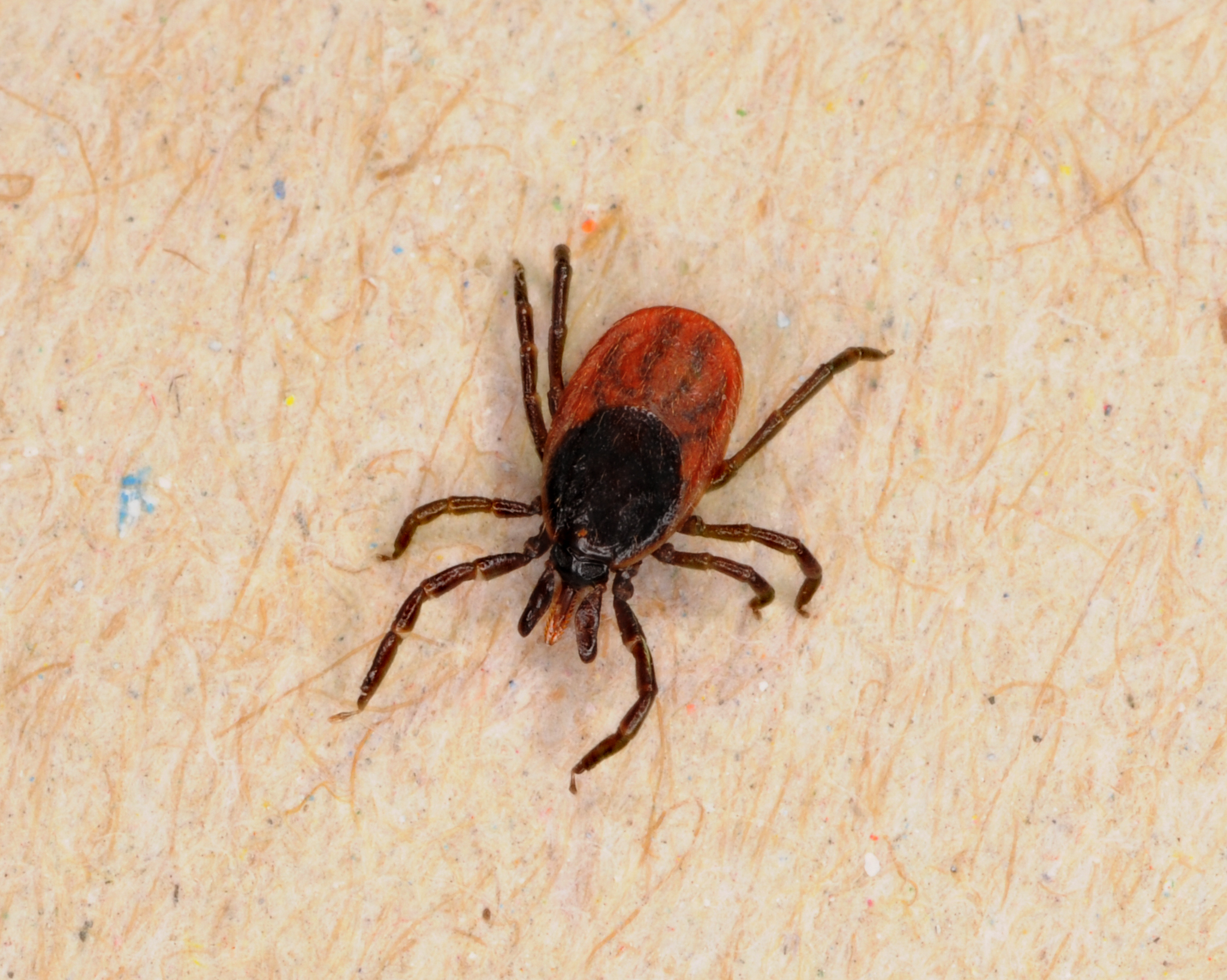
Ixodes ricinus

Ixodes rothschildi Nuttall & Warburton, 1911

Ixodes rotundatus Arthur, 1958

Ixodes rubicundus Neumann, 1904

Ixodes rubidus Neumann, 1901

Ixodes rugicollis Schulze & Schlottke, 1930

Ixodes rugosus Bishopp, 1911

Ixodes sachalinensis Filippova, 1971

Ixodes scapularis Say, 1821

Ixodes schillingsi Neumann, 1901

Ixodes schulzei Aragão & Fonseca, 1951

Ixodes sculptus Neumann, 1904

Ixodes semenovi Olenev, 1929

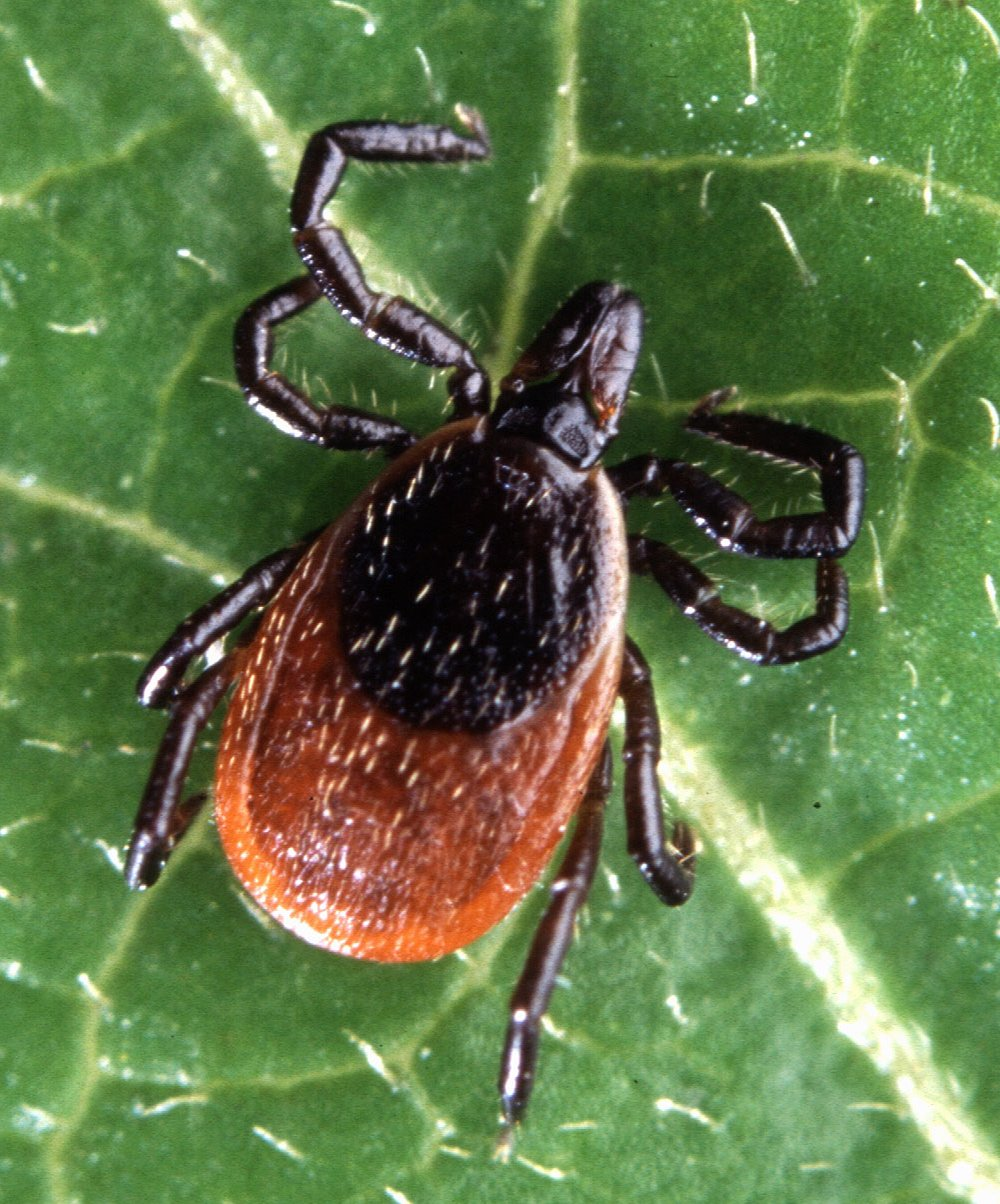
Ixodes scapularis

Ixodes serrafreirei Amorim, Gazeta, Bossi & Linhares, 2003

Ixodes shahi Clifford, Hoogstraal & Kohls, 1971

Ixodes siamensis Kitaoka & Suzuki, 1983

Ixodes sigelos Keirans, Clifford & Corwin, 1976

Ixodes signatus Birula, 1895

Ixodes simplex Neumann, 1906

Ixodes sinaloa Kohls & Clifford, 1966

Ixodes sinensis Teng, 1977

Ixodes soricis Gregson, 1942

Ixodes spinae Arthur, 1958

Ixodes spinicoxalis Neumann, 1899

Ixodes spinipalpis Hadwen & Nuttall, 1916

Ixodes steini Schulze, 1932

Ixodes stilesi Neumann, 1911

Ixodes stromi Filippova, 1957

Ixodes subterranus Filippova, 1961

Ixodes succineus Weidner, 1964

Ixodes taglei Kohls, 1969

Ixodes tamaulipas Kohls & Clifford, 1966

Ixodes tancitarius Cooley & Kohls, 1942

Ixodes tanuki Saito, 1964

Ixodes tapirus Kohls, 1956

Ixodes tasmani Neumann, 1899

Ixodes tecpanensis Kohls, 1956

Ixodes tertiarius Scudder

Ixodes texanus Banks, 1909

Ixodes theilerae Arthur, 1953

Ixodes thomasae Arthur & Burrow, 1957

Ixodes tiptoni Kohls & Clifford, 1962

Ixodes tovari Cooley, 1945

Ixodes transvaalensis Clifford & Hoogstraal, 1966

Ixodes trianguliceps Birula, 1895

Ixodes trichosuri Roberts, 1960

Ixodes tropicalis Kohls, 1956

Ixodes turdus Nakatsuji, 1942

Ixodes ugandanus Neumann, 1906

Ixodes unicavatus Neumann, 1908

Ixodes uriae White, 1852

Ixodes vanidicus Schulze, 1943

Ixodes venezuelensis Kohls, 1953

Ixodes ventalloi Gil Collado, 1936

Ixodes vespertilionis Koch, 1844

Ixodes vestitus Neumann, 1908

Ixodes victoriensis Nuttall, 1916

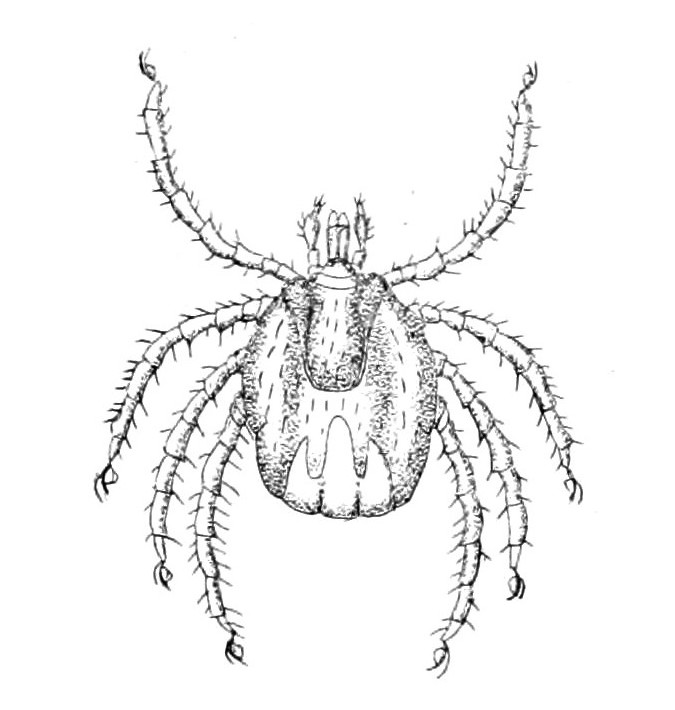
Ixodes uriae

Ixodes walkerae Clifford, Kohls & Hoogstraal, 1968

Ixodes werneri Kohls, 1950

Ixodes woodi Bishopp, 1911

Ixodes zaglossi Kohls, 1960

Ixodes zairensis Keirans, Clifford & Walker, 1982

Ixodes zumpti Arthur, 1960